# Sebasmia longissima
Sebasmia longissima là một loài bọ cánh cứng trong họ Cerambycidae.